# Somebody Told Me
Somebody Told Me este al doilea single al formației The Killers (de pe albumul lor de debut, Hot Fuss), lansat inițial pe 15 martie 2004 în Marea Britanie și pe 17 august 2004 în SUA. The Killers erau pe atunci o formație debutantă, astfel încât ediția respectivă (cu copertă roz) nu s-a bucurat de un succes prea mare. Ulterior, single-ul a fost relansat în Marea Britanie (10 ianuarie 2005), iar prima ediție a atins statutul de ediție de colecție.
Cântecul a atins locul 51 în clasamentul american Billboard. Ediția relansată a urcat până pe 3 în Marea Britanie.
Brandon Flowers descrie piesa drept „cel mai influențat de Vegas cântec de pe album. Orașul păcatelor, Strip. Acolo am crescut, și bineînțeles că afectează cântecele pe care le scriu. Cântecul ăsta are foartă multă energie sexuală.”
Richard Cheese and Lounge Against the Machine au făcut un cover în stilul lor propriu pe albumul denumit Aperitif for Destruction. Cântecul se aude ca și cum ar fi cântat de un om beat, iar spre sfârșit, solistul pare că se grăbește la baie să vomite. Daniel Bedingfield a realizat de asemenea un cover al cântecului într-o sesiune live la radio. Există și parodii ale cântecului. ApologetiX au realizat o versiune numită „Somebody Sold Me”, iar The Arctic Monkeys au mixat cântecul cu propria lor melodie, „When The Sun Goes Down”, obținând piesa „Scumbody Told Me”.
Cântecul poate fi auzit într-o secvență din filmul Rocky Balboa, când Rocky Jr. e în bar și urmărește lupta simulată pe calculator.

## Lista melodiilor

### Ediția britanică originală
CD

Coperta single-ului relansat „Somebody Told Me”, CD 1

1. „Somebody Told Me” (Flowers/Keuning/Stoermer/Vannucci)
2. „Under the Gun” (Flowers/Keuning)
3. „The Ballad of Michael Valentine” (Flowers/Keuning)

7"
1. „Somebody Told Me”
2. „The Ballad of Michael Valentine”

### Ediția britanică relansată
CD1
1. „Somebody Told Me”
2. „Show You How” (Flowers)

CD2
1. „Somebody Told Me”
2. „Somebody Told Me” (Mylo Mix)

Coperta single-ului relansat „Somebody Told Me”, CD 2

3. „Somebody Told Me” (King Unique Vocal Mix)
4. „Somebody Told Me” (U-MYX)

12"
1. „Somebody Told Me” (Mylo Mix)
2. „Somebody Told Me” (The Glimmers GypoRock Mix)

### Ediția americană
12"
1. „Somebody Told Me” (Josh Harris Club)
2. „Somebody Told Me” (Josh Harris Dub)
3. „Somebody Told Me” (King Unique Mix)
4. „Somebody Told Me” (King Unique's Dub)

## Despre videoclip
Videoclipul, în regia lui Brett Simon, îi arată pe cei de la The Killers interpretând cântecul într-o locație deșertică, pe timp de noapte. În spatele lor se află un ecran gigantic, care îi arată tot pe ei interpretând cântecul, foarte posibil în aceeași locație, dar de data asta pe timpul zilei. Din când în când ecranul arată logo-ul trupei. Conceptul este asemănător cu videoclipul celor de la New Order, „Crystal”, care prezintă o trupă ficțională care mimează cântecul trupei New Order în fața unui ecran care prezintă imagini care se succedă unele după celelalte. Este foarte probabil ca „Somebody Told Me” să reprezinte un omagiu pentru New Order, dacă ținem cont de faptul că The Killers și-au ales numele după trupa ficțională din „Crystal”.

## Poziții în topuri
- 3 (UK Singles Chart)
- 3 (US Modern Rock)
- 7 (Taiwan)
- 27 (Franța)
- 31 (Italia)
- 51 (Billboard Hot 100)